# Fataga

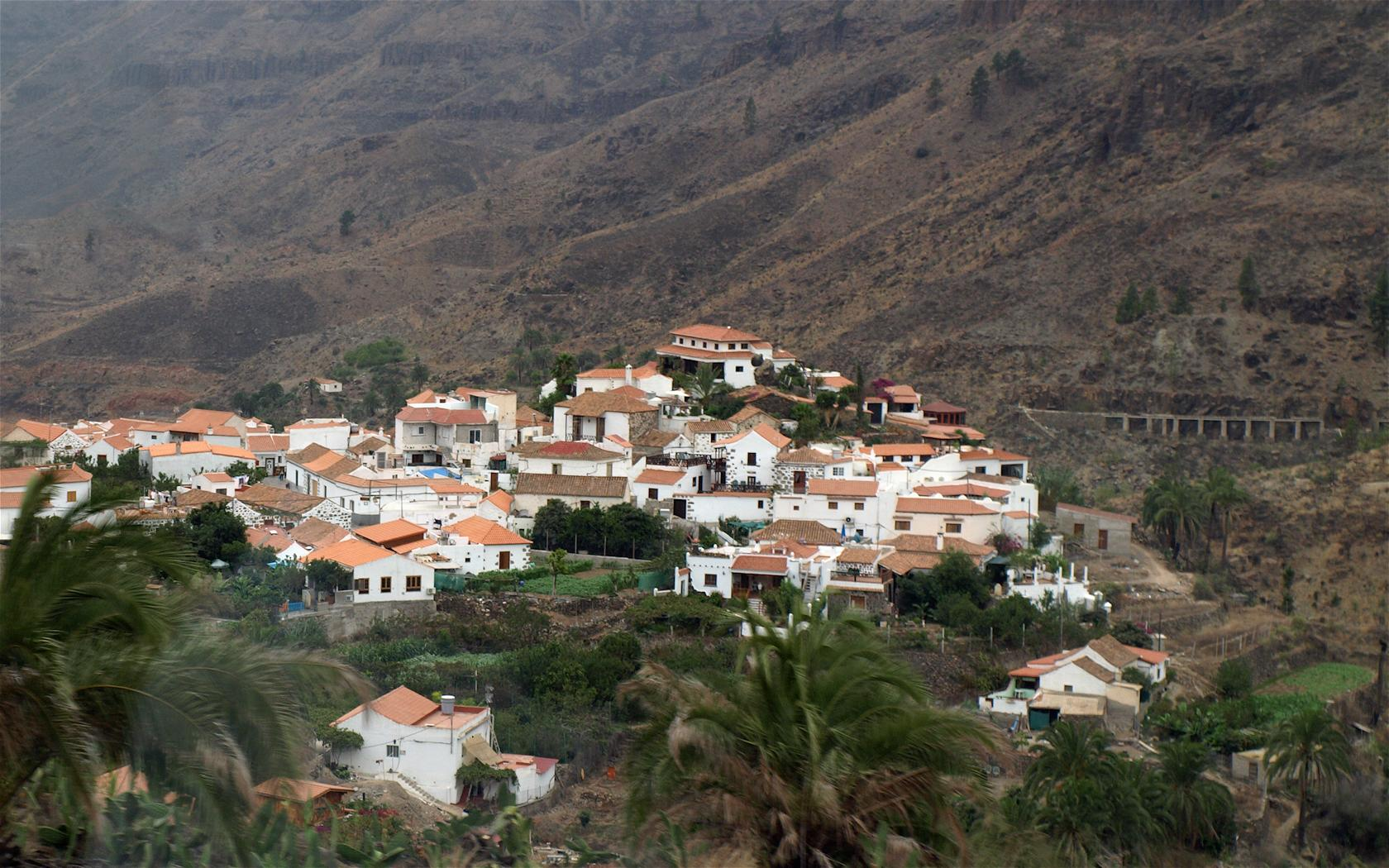
De witte huizen van Fataga

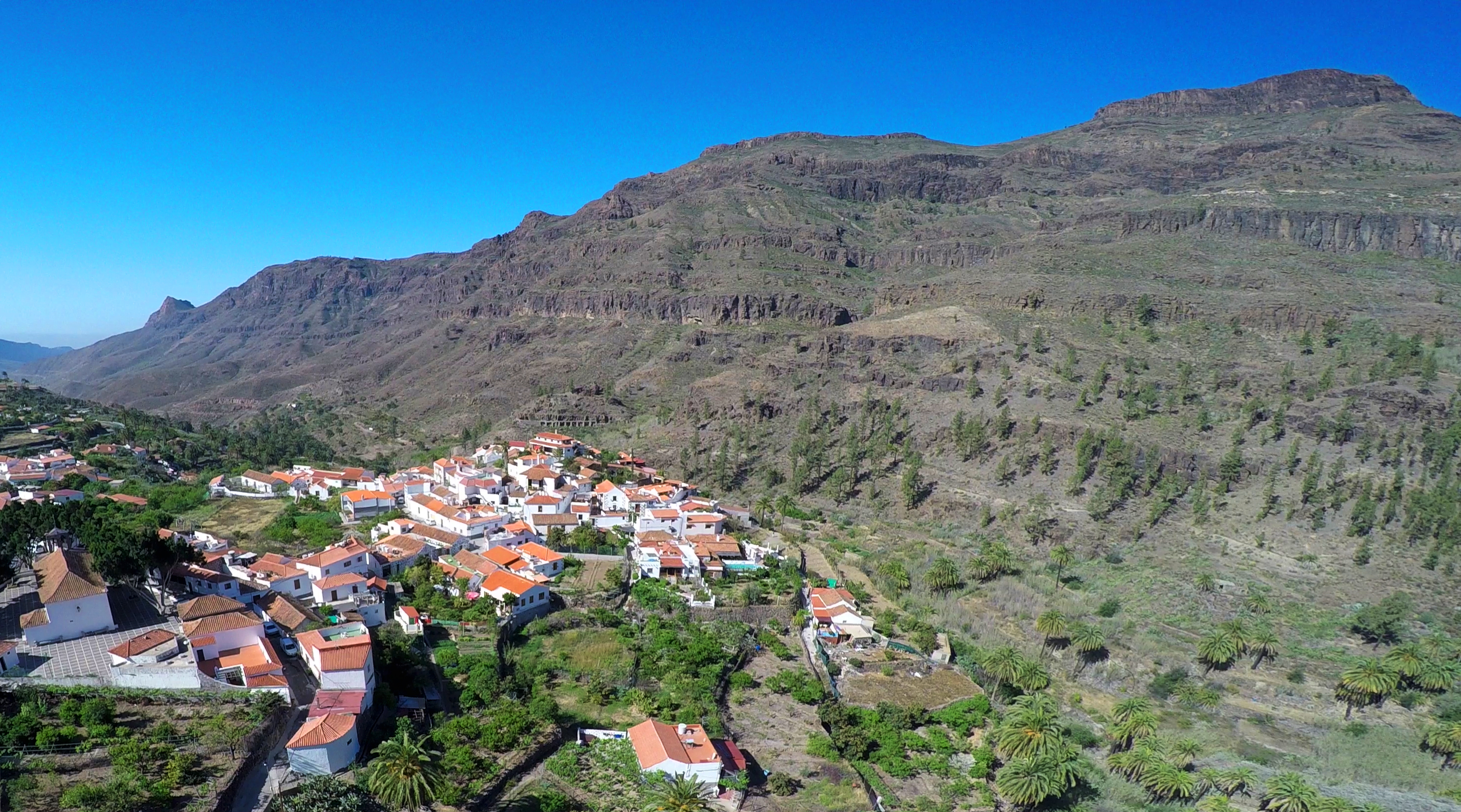
De vallei van Fataga (Barranco de Fataga)

Fataga (soms ook Fataga del Sur genoemd) is een plaatsje in de Spaanse gemeente San Bartolomé de Tirajana op het eiland Gran Canaria. Het plaatsje heeft een kleine vierhonderd inwoners en ligt
op circa vijftien kilometer van de kust (Playa del Inglés). Het ligt op een hoogte van ongeveer zeshonderddertig meter boven de zeespiegel in de Barranco de Fataga.

## Geschiedenis
De streek rond het dorp wordt al meer dan tweeduizend jaar bewoond, hetgeen blijkt uit overblijfselen van de cultuur van de oorspronkelijke bewoners (Guanchen). In de 16e eeuw werd de plaats bekend als "Adfatagad" toen zich in de 'vallei van Fataga' de laatste schermutselingen afspeelden, die gepaard gingen aan de verovering van Gran Canaria op de Guanchen door de Spaanse nieuwkomers.
Eind 19e eeuw had Fataga ongeveer zeshonderdvijftig inwoners, die zich vooral bezighielden met landbouw (granen, groente en fruit) en veeteelt. Het was in die tijd een gemeenschap die zelf in haar behoeften kon voorzien een zekere welvaart bereikte dankzij de aanwezigheid van een bron die bekendstond als "El Cercado de Fataga" (de boomgaard van Fataga) of "Fuente Grande" (de grote bron).

## Kenmerken
Fataga heeft haar karakteristieke historische structuur behouden. Het dorp bestaat uit een op een heuvel gelegen nederzetting met een kerkpleintje omgeven door smalle steegjes met typisch Canarische huizen en huisjes. Het dorpsgezicht is genomineerd om opgenomen te worden in de lijst met werelderfgoed en kenmerkt zich door witte huisjes met oranje daken gelegen in een vruchtbaar dal ('de vallei der duizend palmen') met bruin geschakeerde rotsen en kleine groene plekken gevormd door terrassen met boomgaarden, dadelpalmen en cactussen.
De dorpskerk die gebouwd werd in 1880 is gewijd aan San José (Sint Josef). Er zijn sinds de 19e eeuw wel nieuwe huizen, boerderijen en villa's bij gekomen, maar de bevolking is niet toegenomen en bedraagt heden ongeveer vierhonderd inwoners. Op de terrasvormige akkers in de omgeving worden sinaasappels, citroenen, abrikozen en druiven gekweekt.
Fataga is een geliefd doel voor dagjesmensen vanuit de toeristische kuststreek die met bussen of met huurauto's via een spectaculaire bergrit het dorp bezoeken. Er is een kleine school, er zijn enkele restaurants en er is een antieke watermolen El Molino del Agua, waarin zich nu een landelijke herberg bevindt. De Galerie de Arte van de Duitse kunstenaar Friedhelm Berghorn wordt aangeprezen als een van de bezienswaardigheden. De historische bakkerij werd in 2006 gesloten.

## Afbeeldingen

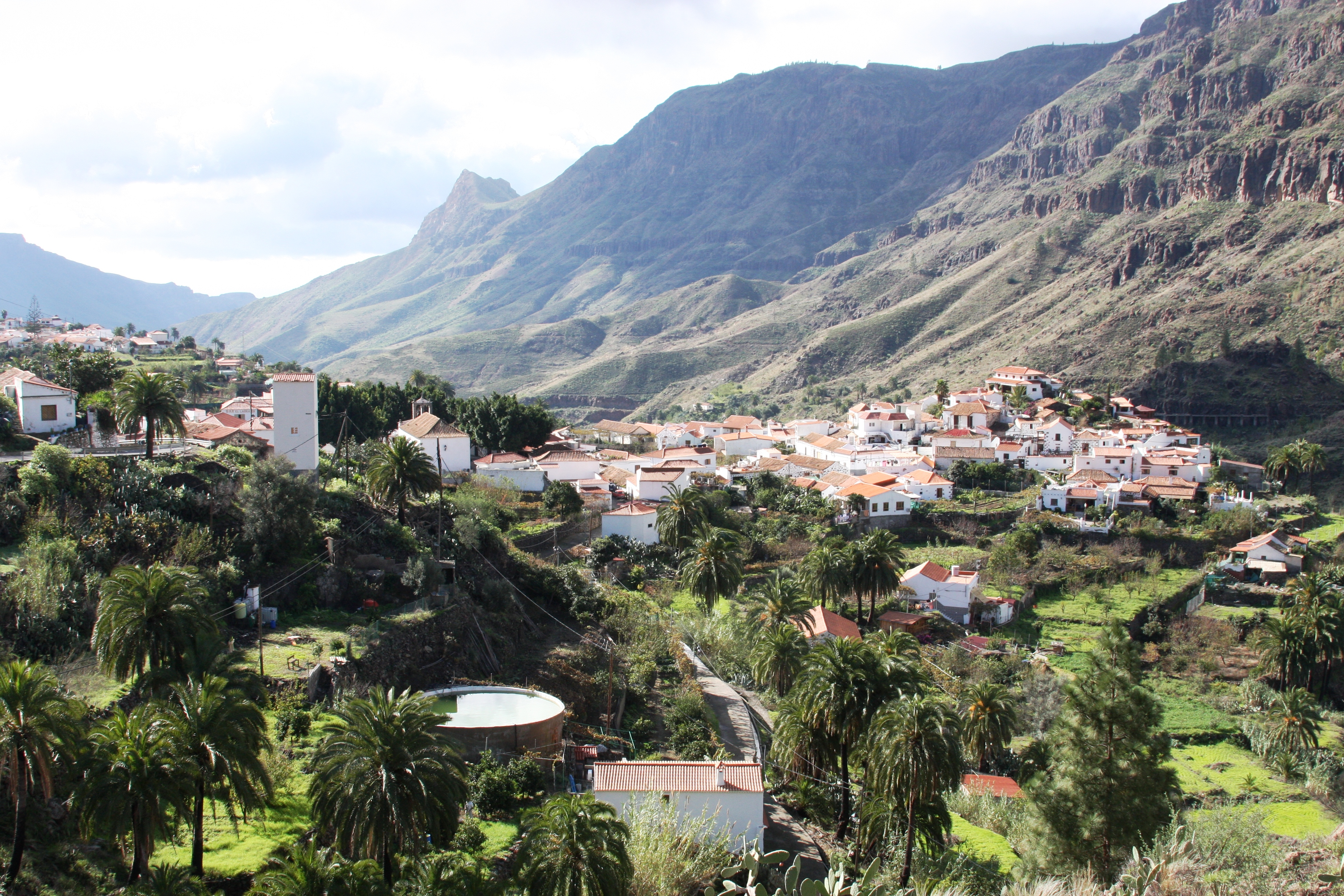
Blik op Fataga, bergafwaarts
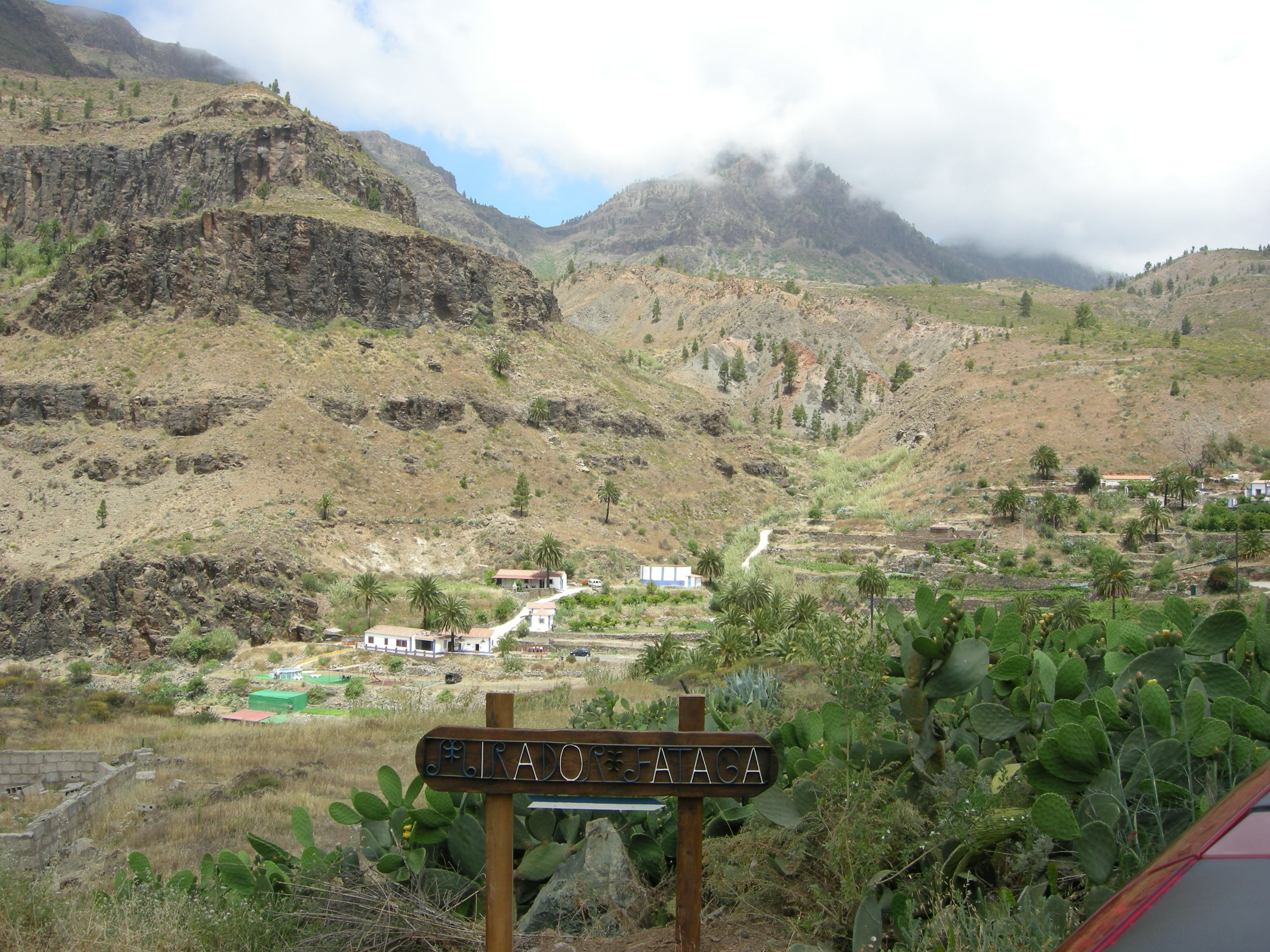
Blik bergopwaarts
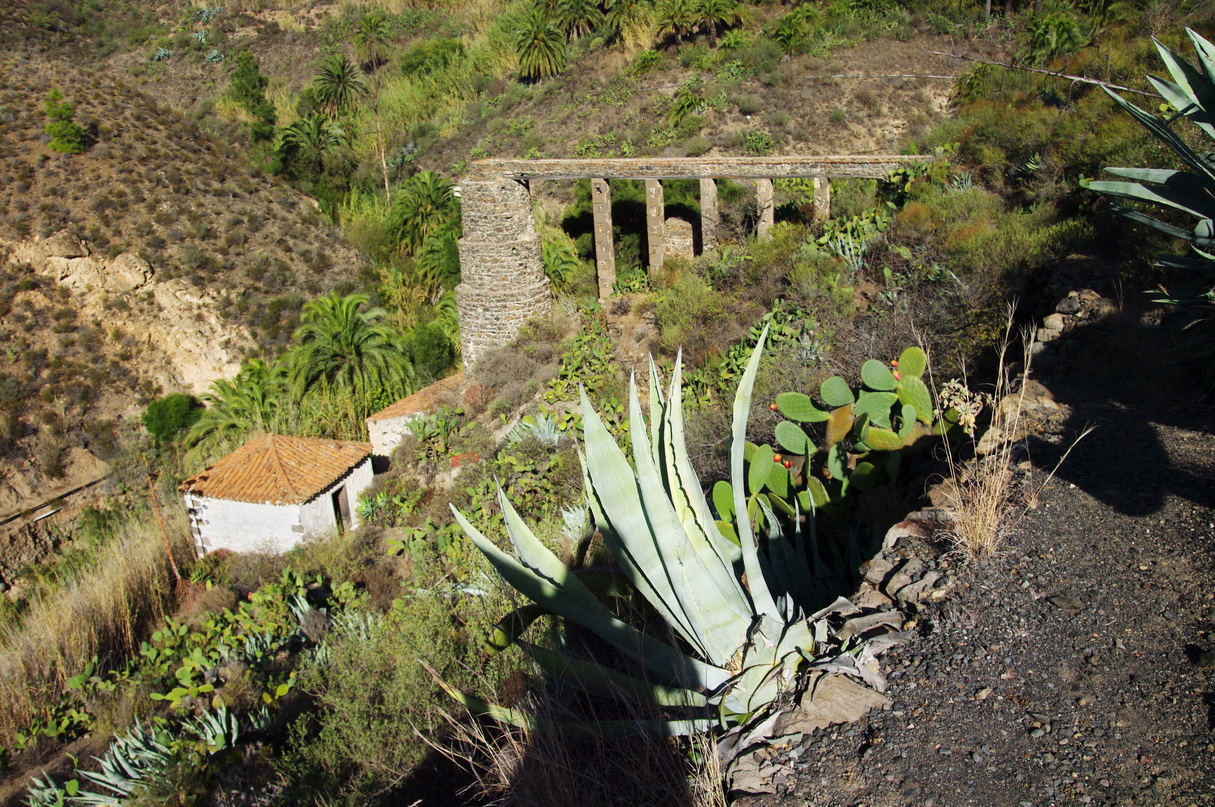
El Molino del Agua